# بارك بو رام
بارك بو رام (هانغل: 박보람) هي مغنية كورية جنوبية. ولدت في 1 مارس 1994 في تشنتشون، كوريا الجنوبية.

## فيلموغرافيا

### دراما
| عام  | الشبجة | الدور                 | ملاحظات                     |
| ---- | ------ | --------------------- | --------------------------- |
| 2015 | إمنت   | المثابرة ، جوو هاي را | حجاب مع متسابقي سوبر ستار ك |

### برامج
| عام  | عام            | عنوان                                | دور      | ملاحظات                     |
| ---- | -------------- | ------------------------------------ | -------- | --------------------------- |
| 2010 | إمنت           | سوبر ستار K2                         | المتسابق | أنهى المركز الثامن في القمة |
| 2015 | كي بي إس وورلد | مرحبًا أيها المستشار                  | زائر     | الحلقة 222                  |
| 2016 | ام بي سي       | ملك المغني القناع                    | المتسابق | الحلقة 59-60                |
| 2016 | كي بي إس وورلد | مرحبًا أيها المستشار                  | زائر     | الحلقة 271                  |
| 2016 | جاي تي بي سي   | اثنان يوو بروجكت شوجر مان            | زائر     | الحلقة 26                   |
| 2017 | تي في إن       | رحلة طعام لليلة واحدة: الموسم الثاني | المتسابق | الحلقة 35 - 39              |
| 2017 | كي بي إس وورلد | كي بي إس وورلد عرض المعبود K-RUSH    | زائر     | الحلقة 20                   |
| 2018 | تي في إن       | رحلة طعام لليلة واحدة: الموسم الثالث | زائر     | الحلقة 9-12 ، 18-25         |
| 2019 | ام بي سي       | تلفزيون بلدي الصغير V2.0             | زائر     | الحلقة 34-35                |
| 2019 | إمنت           | عالم كلاس                            | زائر     | الحلقة 07                   |
| 2020 | ام بي سي       | ملك المغني القناع                    | المتسابق | الحلقة 271-272              |

## الوفاة
توفيت بارك بو رام في 11 أبريل 2024 عن عمر ناهز الثلاثين.

## روابط خارجية
- بارك بو رام على موقع ميوزك برينز (الإنجليزية)